# Luigi Guicciardini (1478-1551)
Luigi Guicciardini (Firenze, 1478 – 1551) è stato un politico italiano.

## Biografia
Fratello di Francesco Guicciardini e gonfaloniere di Firenze nel 1527, dopo la cacciata dei Medici ne propugnò il ritorno; all'insediamento di Cosimo I de' Medici fu nominato senatore.